# Tadija Dragićević
Tadija Dragićević (serbisch-kyrillisch Тадија Драгићевић; * 28. Januar 1986 in Čačak, SR Serbien) ist ein serbischer Basketballspieler, der neben seinem Heimatland insbesondere in Italien und eine Spielzeit beim deutschen Bundesligaverein Alba Berlin gespielt hat. Anschließend spielte er noch in der Ukraine, Türkei, Frankreich und zuletzt für den montenegrinischen Serienmeister KK Budućnost Podgorica.

## Karriere
Seine Laufbahn begann Dragićević 2004 bei Roter Stern in Belgrad. 2008 wurde der Serbe bei der NBA Draft vom NBA-Team Utah Jazz ausgewählt, nachdem er in der ABA-Liga als Most Valuable Player ausgezeichnet worden war. Die Jazz nahmen ihn jedoch nicht unter Vertrag, sondern tauschten die Rechte an ihm vier Jahre später im Zuge eines Vier-Team-Trades, bei dem neben Draftrechten auch die Spieler Mo Williams und Lamar Odom die Vereine wechselten, zu den Dallas Mavericks.
In der BBL-Saison 2010/11 gewann Dragićević mit Alba Berlin die deutsche Vizemeisterschaft, als man in der Finalserie nach fünf Spielen knapp dem Titelverteidiger Brose Baskets unterlag. Anschließend kehrte er in die Serie A zurück und unterschrieb einen Vertrag bei Angelico Biella, nachdem er schon zum Ende der Saison 2009/10 bei Virtus Lottomatica Roma gespielt hatte. Für die darauffolgende Spielzeit 2012/13 wechselte Dragićević zum ukrainischen Vizemeister Asowmasch nach Mariupol. Nach der erneuten Vizemeisterschaft mit Mariupol bekam er zu Beginn der Saison 2013/14 einen befristeten Vertrag bei Anadolu Efes aus Istanbul. Nach dem Auslaufen dieses Vertrages wechselte er 2014 zurück zu Roter Stern, mit denen er Dritter in der ABA-Liga wurde, aber die serbische Meisterschaftsfinalserie gegen KK Partizan verlor. Für die Saison 2014/15 unterschrieb Dragićević schließlich einen Vertrag in der französischen LNB Pro A bei SIG Basket aus Straßburg.

## Medaillen & Auszeichnungen
- 2005 Bronze bei U20-Europameisterschaft mit Serbien und Montenegro
- 2006 Gold bei U20-Europameisterschaft mit Serbien & Montenegro
- 2008 MVP der Adria-Liga